# 折射望远镜

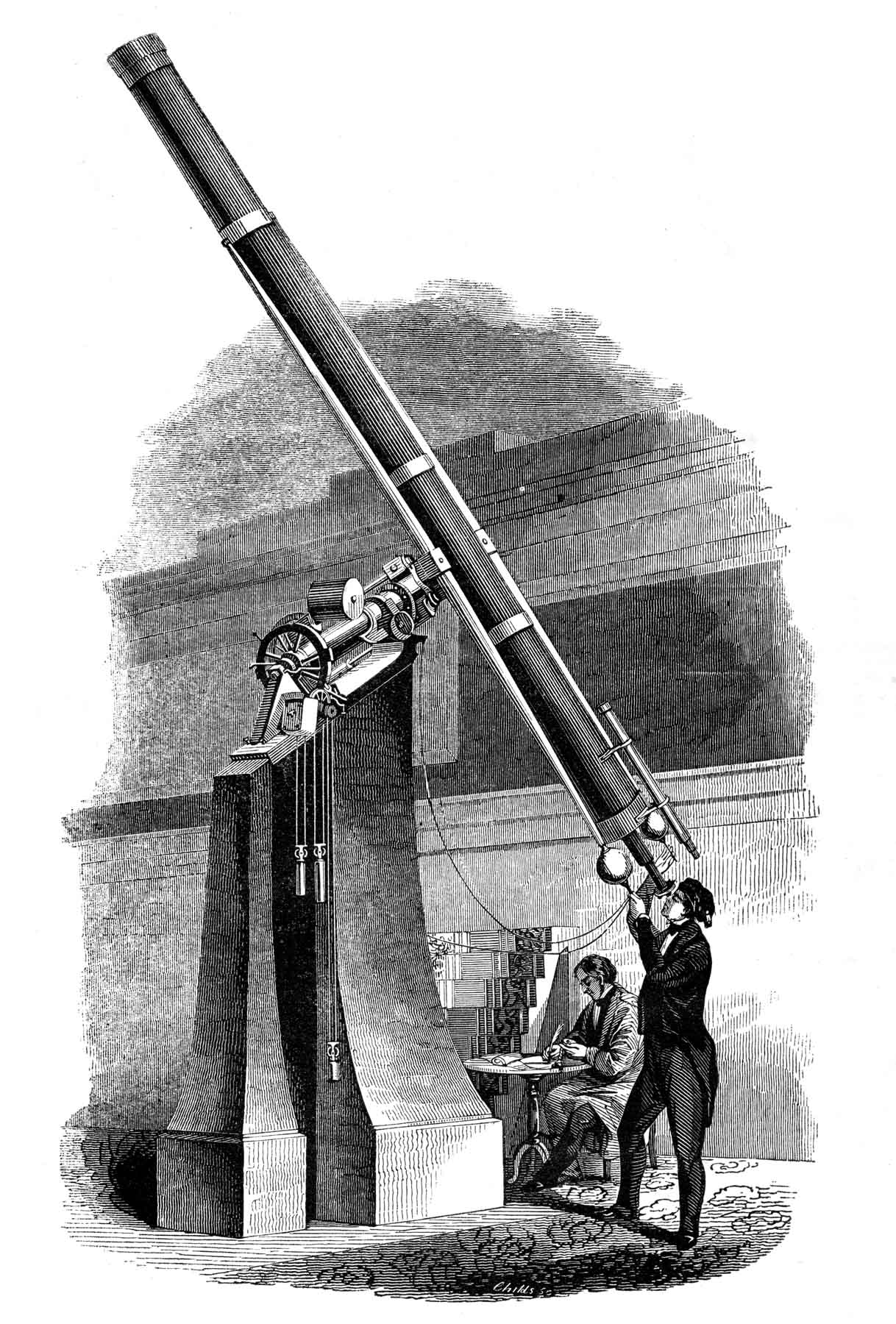
1848年建成的辛辛那提天文台折射望遠鏡影像。

折射望遠鏡是一種使用透鏡做物鏡，利用屈光成像的望遠鏡。折射望遠鏡最初的設計是用於偵查和天文觀測，但也用於其他設備上，例如雙筒望遠鏡、長焦距的遠距離照像攝影機鏡頭。较常用的折射望远镜的光学系统有两种形式：即伽利略望远镜和开普勒望远镜，其优点是成像比较鲜明、锐利；缺点是有色差。

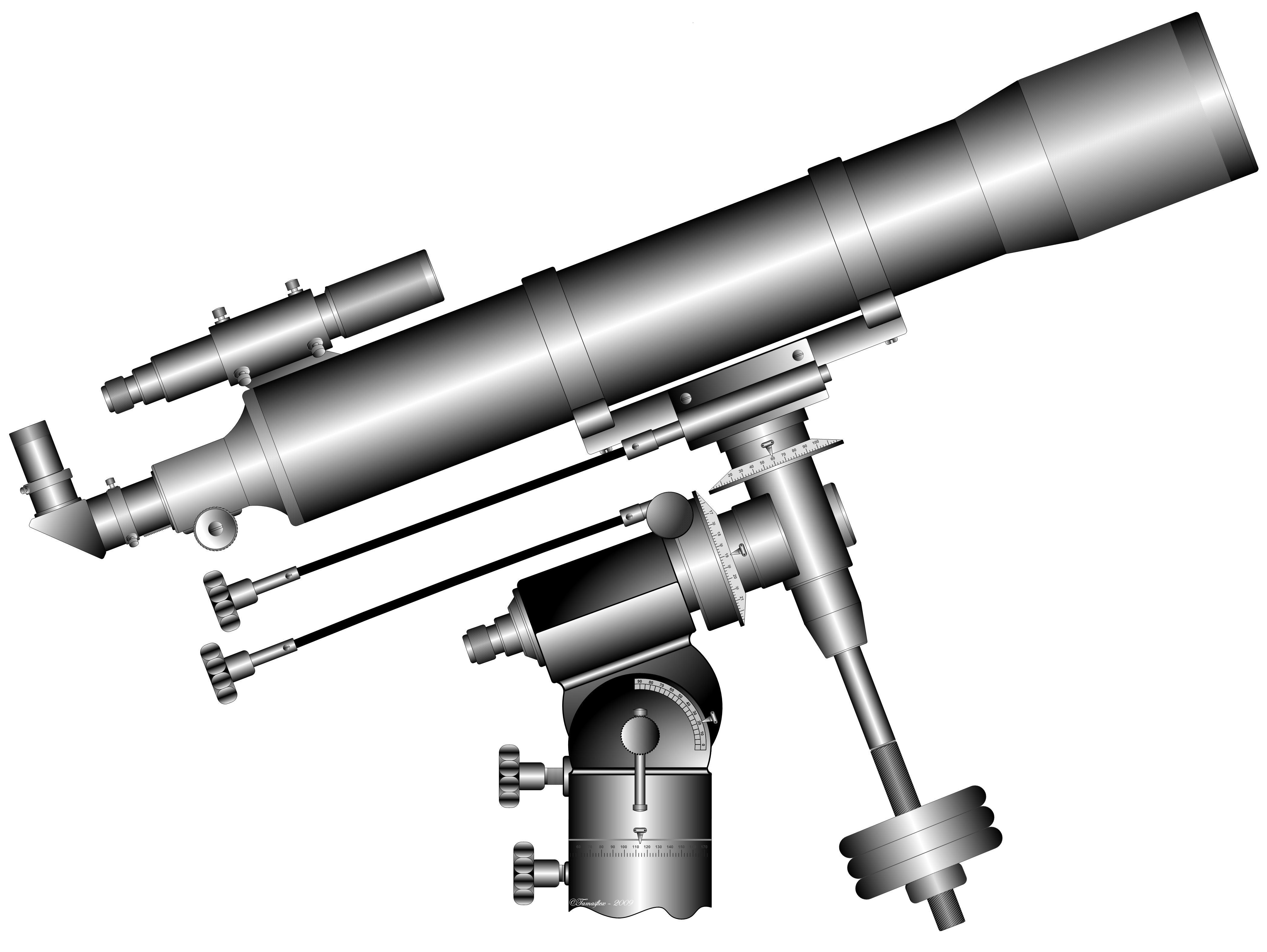

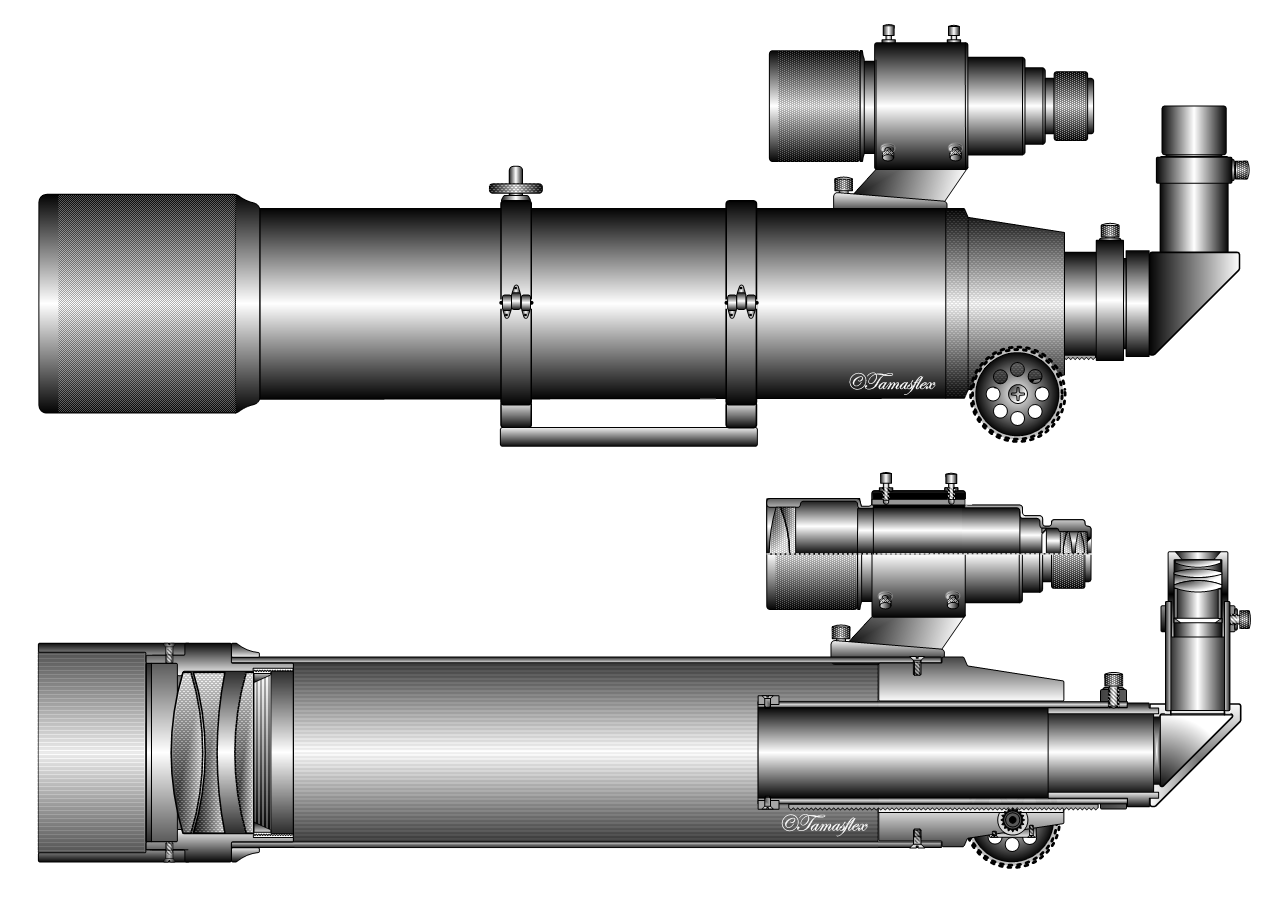
Apochromatic refractor

## 發明
折射鏡是光學望遠鏡最早的形式，第一架實用的折射望遠鏡大約在1605年出現在荷蘭，由三個不同的人，密德堡的眼鏡製造者漢斯·李普希和查哈里亞斯·楊森、阿克馬的雅各·梅提斯，各自獨立發明的。伽利略在1609年5月左右在威尼斯偶然聽說了這個發明，就依據自己對折射作用的理解，改進並做出了自己的望遠鏡。然後伽利略將他的發明細節公諸於世，並且在全體的議會中將其儀器向當時的威尼斯大公多納托展示。伽利略也許聲稱獨立地發明了折射望遠鏡，而沒有聽到別人也做了相同或相似的儀器。

## 折射望遠鏡的設計

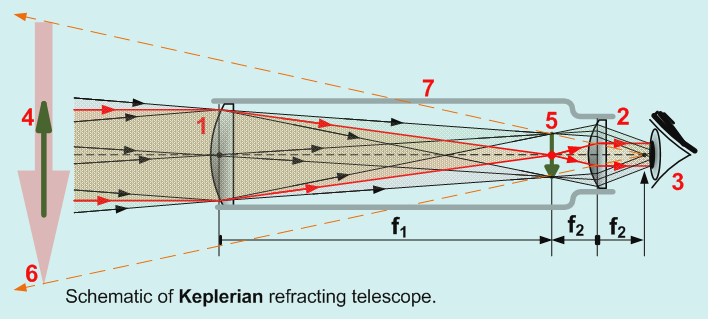

一架折射望遠鏡有兩個基本的元件，做為物鏡的凸透鏡和目鏡，折射望遠鏡中的物鏡，將光線折射且聚焦到鏡子的後端。折射可以將光線匯聚在光軸的焦點上，這樣可以使遠方的物體看得更亮、更清晰和更大。不過折射望遠鏡有著色差跟場曲像差需要進行修正。

## 伽利略望遠鏡
與伽利略設計出來的原始形式相同的望遠鏡都稱為伽利略望遠鏡。他使用凸透鏡做物鏡，和使用凹透鏡的目鏡。伽利略望遠鏡的影像是正立的，但視野受到限制，有色差，適眼距也不佳。

## 开普勒望遠鏡
开普勒望遠鏡是开普勒改善了伽利略的設計，在1611年發明的。他改使用一個凸透鏡作為目鏡而不是伽利略原來用的一個凹透鏡。這樣安排的好處是從目鏡射出的光線是匯聚的，可以有較大的視野和更大的適眼距，但是看見的影像是倒轉的。這種設計可以達到更高的倍率，但需要很高的焦比才能克服單純由物鏡造成的畸變。(約翰·赫維留建造焦長45公尺的折射鏡。)這種設計也使用在顯微鏡在焦平面上(用於測量被觀測的兩個物體之間角距離的大小)。

## 消色差折射鏡
消色差的折射鏡是在1733年由一位英國律師切斯特·穆爾·霍爾發明的，雖然專利權給了另一位獨立發明的約翰·多倫德。這項設計使用兩片玻璃 (有不同色散度的冕牌玻璃和燧石玻璃) 做物鏡，降低了色差和球面像差。兩片玻璃的每一個面都要拋光，然後組合在一起。消色差透鏡可以讓兩種不同波長(通常是紅色和藍色)的光，都能聚焦在相同的焦平面上。

## 高度消色差折射鏡
高度消色差折射鏡使用特別的材料，特別低色散度的材料，來製造物鏡。他的設計能讓三種不同的顏色(通常是紅色、綠色和藍色)匯聚在相同的焦平面上，顏色的殘差錯誤(二級光譜)比消色差透鏡少了一個數量級。這種望遠鏡的主鏡是含氟的螢石或是低色散(ED)玻璃的透鏡，產生非常清晰沒有色差的影像。這種望遠鏡在業餘天文望遠鏡的市場中是非常高價值的產品。高度消色差折光鏡的口徑已經可以做到553毫米的直徑，但多數仍在80～152毫米之間。

## 技術的考量

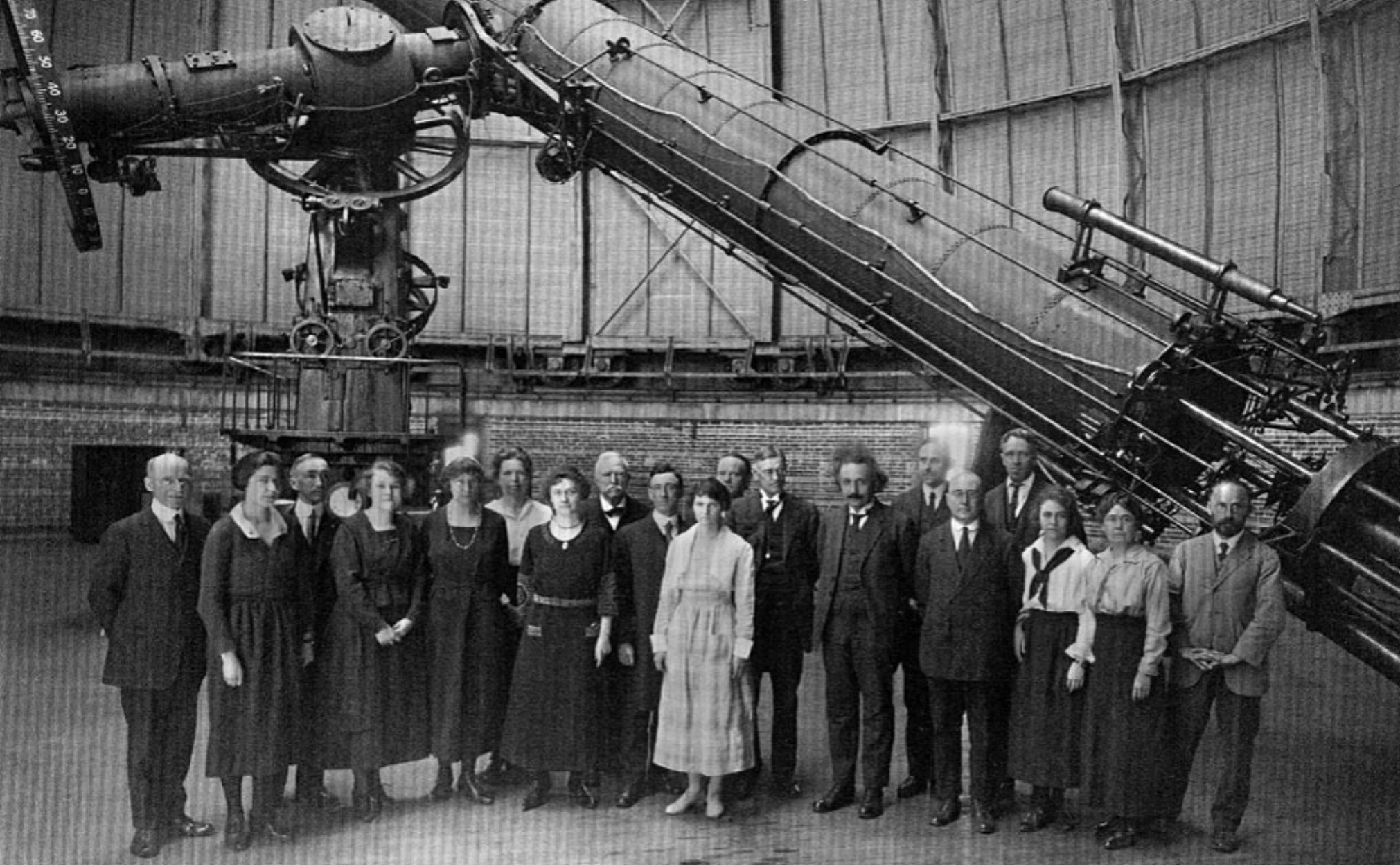
耶基斯天文台的102 cm折射镜，这是迄今为止投入天文使用的最大消色差折射镜（1921年5月6日拍摄，当时爱因斯坦正在参观）。

折射望遠鏡曾經因為高度殘餘的色差、球面像差和場曲像差而飽受責難，短焦的情況比長焦的更為嚴重。一架4英吋F/6的消色差折光鏡，仍可能出現不能忽視的彩色的散述現象(通常會有紫色的光暈在明亮的天體附近)，而4英吋F/16的就只會有少許的色散。
在非常大口徑的折光鏡，還有鏡片沉陷的問題，這是重力使玻璃變形的結果。由於透鏡只能由其邊緣固定，大型透鏡的中心會因重力而下垂，使其產生的影像失真。折射望遠鏡中最大的實用透鏡尺寸約為1（39英寸）。
還有一個問題是玻璃缺陷、條紋或玻璃中夾雜的小氣泡。此外，玻璃對某些波長的光不透明的，甚至可見光在穿過空氣-玻璃界面和玻璃本身時，也會因反射和吸收而變暗。反射望遠鏡可以避免或減少這些問題，因為反射望遠鏡的口徑要大得多，在天文研究中幾乎取代了折射望遠鏡。
旅行者1号/2號上的影像科学系统仪器ISS-WAC使用了一個6（2.4英寸）的鏡頭，於1970年代末發射到太空，就是在太空中使用折射鏡的一個例子。

## 值得推崇的折射望遠鏡
- 1900年巴黎博覽會大望遠鏡(1.25米或49英寸) – 展覽結束後拆除
- 耶基斯天文台 (101.6 cm或40英寸)
- 瑞典太陽望遠鏡 (100cm)
- 利克天文台 (91cm)
- 巴黎天文台 (83cm + 62cm)
- 尼斯天文台 (76cm)
- 羅威爾天文台 (24 in)
- 塞波特天文和科學中心 (20 in, 8 in)

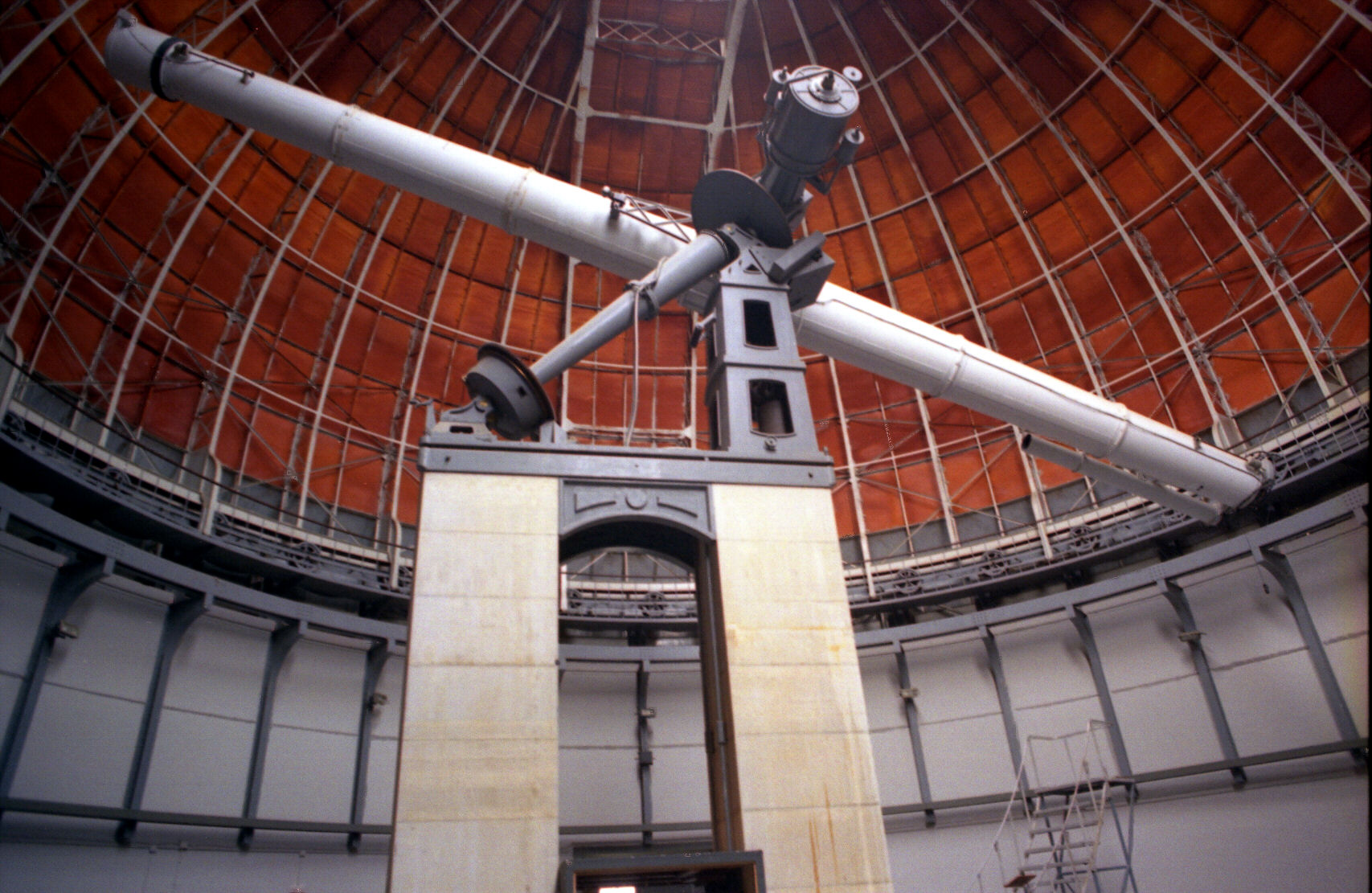
法國 尼斯天文台的76 公分 折射鏡。
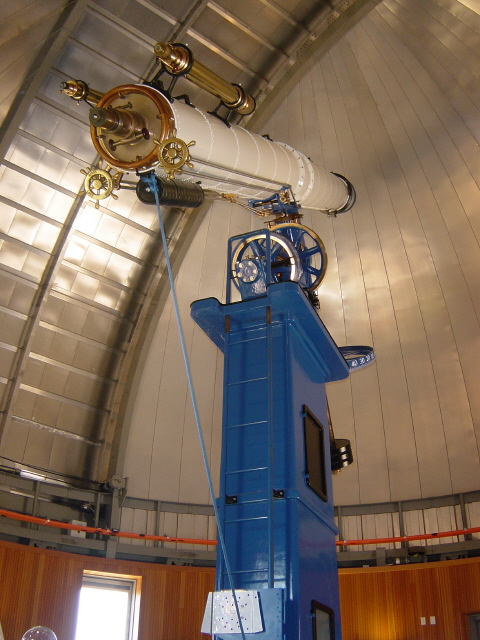
加州奧克蘭塞波特天文和科學中心天文台的20 英吋折射鏡。
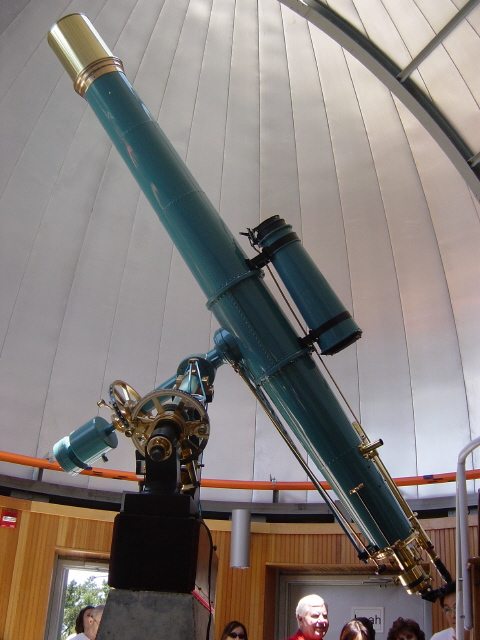
加州奧克蘭塞波特天文和科學中心天文台的8 英吋折射鏡。
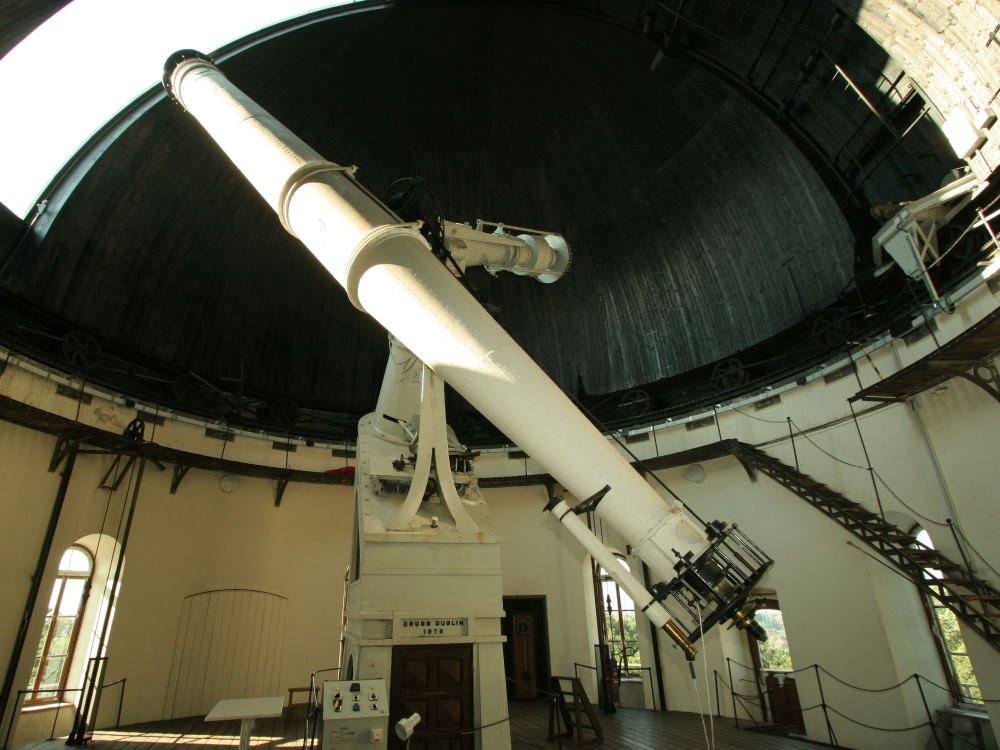
維也納大學天文台的68 公分折射鏡。